# Väinö Penttala
Väinö Penttala, né le 16 janvier 1897 à Isokyrö et mort le 28 février 1976 dans la même municipalité, est un lutteur finlandais, spécialiste de lutte libre.

## Palmarès
- Jeux olympiques de 1920 à Anvers (Belgique)
  -  Médaille d'argent dans la catégorie poids moyens.